# Briny Breezes
Briny Breezes é uma vila localizada no estado americano da Flórida, no condado de Palm Beach. Foi incorporada em 1963.

## Geografia
De acordo com o United States Census Bureau, a cidade tem uma área de 0,3 km², onde 0,2 km² estão cobertos por terra e 0,1 km² por água.

### Localidades na vizinhança
O diagrama seguinte representa as localidades num raio de 8 km ao redor de Briny Breezes.

## Demografia
Segundo o censo nacional de 2010, a sua população é de 601 habitantes e sua densidade populacional é de 3 314,96 hab/km². Possui 800 residências, que resulta em uma densidade de 4 412,60 residências/km².